# 村上勝彦 (心理カウンセラー)
村上 勝彦（むらかみ かつひこ、1945年 - ）は、日本の心理カウンセラー、心理療法家、企業研修家。一般社団法人日本プロカウンセリング協会理事長。

## 来歴
大阪府大阪市北区出身。関西学院大学社会学部卒。心理カウンセリングや心理療法の実践において折衷主義を民間レベルで広く普及する活動をしている。また90年代には企業研修家としても活躍し、数多くの企業クライアントを抱えた。日本の心理学界やカウンセリング界での学閥主義に反し、アメリカの実践的心理療法家との交流を深め、民間レベルで使える心理カウンセリング技術や心理療法技術を普及。還暦を迎えた現在も民間の心理カウンセラー養成に活動している。

## 著書
- カウンセリングマインドの効用（星雲社）
- 心理療法「幕の内弁当」方式のすすめ（星雲社）
- 芸術と心理学（星雲社）
- 先生が元気になれば学校も元気になる（星雲社）
- サクセス自分発見（星雲社）
- ビジネスマンのストレス・マネジメント（星雲社）
- 受容と共感のリーダーシップに強くなる！（星雲社）
- サクセス・イメージ（星雲社）